# Nancy Burson
Pour les articles homonymes, voir Burson.
Nancy Burson, née en 1948 à Saint-Louis (Missouri), est une artiste américaine contemporaine, connue pour avoir créé des photographies modifiées par ordinateur.

## Biographie
Nancy Burson étudie la peinture au Colorado Women's College à Denver de 1966 à 1968. Elle s'installe ensuite à New York où elle s'intéresse à l'art interactif. Via l'Experiments in Art and Technology (EAT), elle commence une collaboration avec Tom Schneider et David Petty, ingénieurs en informatique du Massachusetts Institute of Technology, pour créer une machine à vieillir, plus précisément The Method and Apparatus for Producing an Image of a Person's Face at a Different Age, pour laquelle elle reçoit un brevet en 1981. Elle collabore aussi avec les scientifiques de Cambridge, spécialistes d'ordinateur, Richard Carling et David Kramlich (avec lequel elle se marie plus tard) sur le développement continu du process en 1982. Elle utilise la technologie pour créer des portraits provocants ; ces images composites des races majeures, des leaders mondiaux, et des stars du cinéma attirent l'attention lorsqu'ils apparaissent pour la première fois au début des années 1980. L'application de son travail la plus humaniste sans doute a été la localisation d'enfants disparus.
Elle a également créé l'Human Race Machine.